# TC Royal Oberhausen
Der Tanzsport-Club Royal Oberhausen ist ein Tanzsportverein in Oberhausen.
Der Verein hat Angebote im Leistungs- und Breitensport (Standard und Latein), Discofox, Line Dance, Jazz-Modern-Contemporary sowie für Kinder und Jugendliche.

## Geschichte
Der Verein wurde 1981 gegründet. Die A-Formation des Vereins tanzte in den 1990er-Jahren zeitweise in der 1. bzw. 2. Bundesliga Standard. In dieser Zeit gab es zeitweise auch eine B-Formation im Verein. Von der Saison 1999/00 bis zur Saison 2001/02 tanzte die A-Formation in der Regionalliga West Standard bzw. Nord-West Standard. Danach zog sich der Verein die Formation aus dem Turniergeschehen zurück.
In der Saison 2023/24 trat der Verein wieder mit einer Standardformation in der 2. Bundesliga Süd/West Standard an. Durch den Gewinn der Liga qualifizierte sich die Mannschaft für das Aufstiegsturnier zur 1. Bundesliga Standard, das sie ebenfalls gewann und in die 1. Bundesliga Standard aufstieg. Trainer der Mannschaft sind Jason Hurrelbrink und Andreas Lippok.